# تيم جاكوبس
تيم جاكوبس (بالإنجليزية: Tim Jacobus)‏ هو فنان ورسام أمريكي، ولد في 21 أبريل 1959.

## وصلات خارجية
- الموقع الرسمي